# Cerion
Cerion — рід грибів родини Rhytismataceae. Назва вперше опублікована 1901 року.

## Класифікація
До роду Cerion відносять 2 види:
- Cerion coccineum
- Cerion leucophaeum